# Qalat
Qalat (Pasjtoe: قلات) is de hoofdstad van de provincie Zabul gelegen in het zuiden van Afghanistan. Het inwonertal wordt geschat op 34.300. In de stad bevindt zich een Brits fort uit de 19e eeuw.